# Tłumik dźwięku

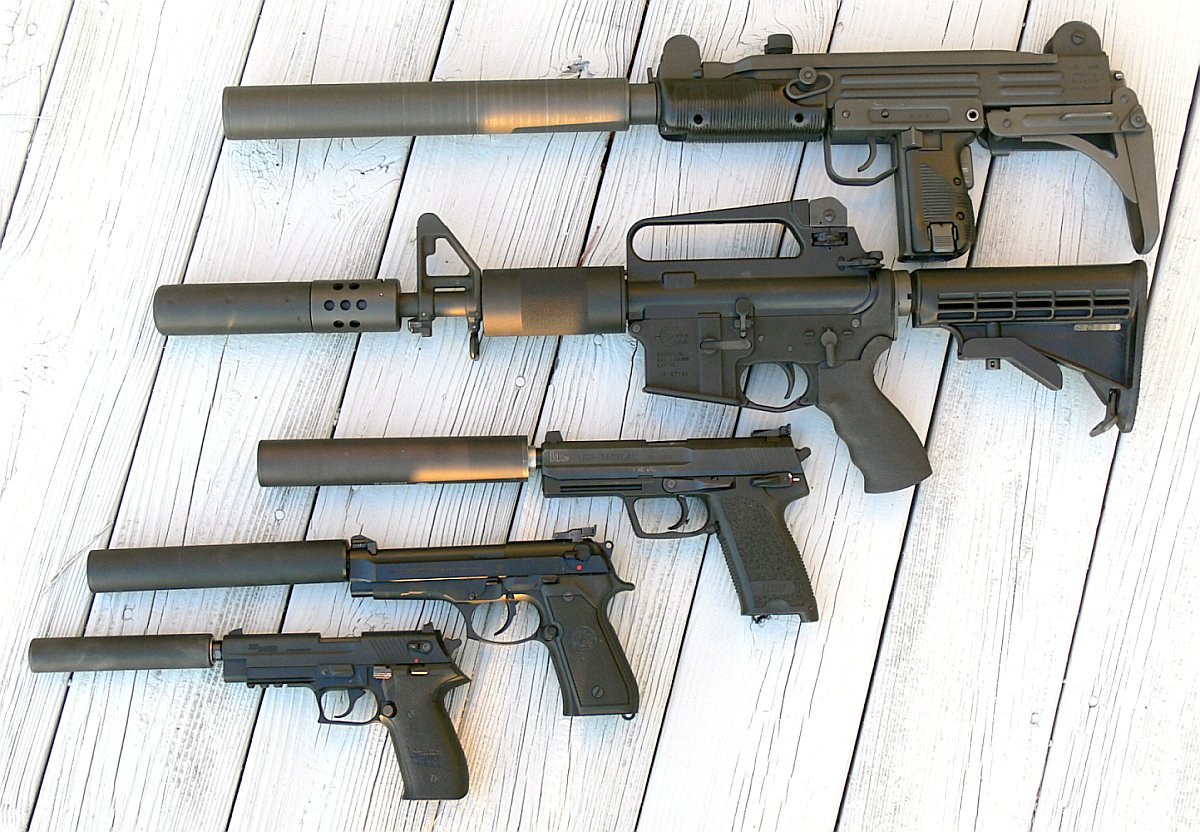
Tłumiki dźwięku

Tłumik dźwięku – gazodynamiczne urządzenie wylotowe stosowane w broni palnej i pneumatycznej, którego zadaniem jest ostudzenie gazów prochowych oraz zmniejszenie ich ciśnienia, a co za tym idzie, wytłumienia hałasu powstającego przy wystrzale.

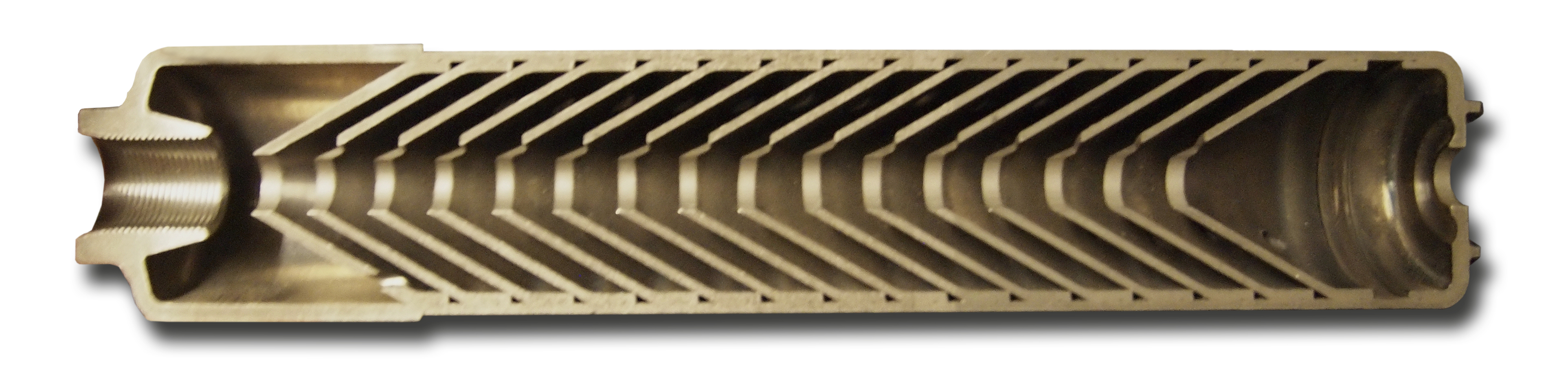
Przekrój tłumika

Działanie tłumika polega na rozciągnięciu w czasie wypływu do atmosfery gazów opuszczających lufę. Dodatkowe wytłumienie strzału osiąga się poprzez zastosowanie amunicji poddźwiękowej (tj. miotającej pociski z prędkością mniejszą niż 340 m/s). Prędkość dźwięku w powietrzu jest zmienna i zależy od temperatury. Dlatego w broni stosuje się amunicję o prędkości ok. 290-310 m/s. Niektórzy producenci broni stosują tłumiki zintegrowane z lufą, jest to tak zwana lufa wyciszona, mająca na znacznej długości otwory dla gazów, przegrody i materiały tłumiące.